# Mercado Municipal de Aljezur
O Mercado Municipal de Aljezur é uma estrutura na vila de Aljezur, na região do Algarve, em Portugal. 

## Descrição e história
O edifício apresenta uma planta simples, de forma rectangular, com um só piso e uma cobertura de duas águas. Tem acesso pela Rua 25 de Abril, correspondente à Estrada Nacional 120. Situa-se junto à Ribeira de Aljezur, na zona que separa o antigo e o novo núcleo urbano de Aljezur. No Largo do Mercado destaca-se igualmente um painel de azulejo da autoria da pintora algarvia Alice Anjos, que representa a zona histórica de Aljezur. Aquele espaço é utilizado em eventos, tendo por exemplo sido o ponto inicial da maratona Rota do Infante, organizada pelo Olímpico Clube de Lagos, e albergado o concerto Sofiane Saidi & Mazalda, em Maio de 2017.
Está integrado na zona de protecção do Parque Natural Sudoeste Alentejano e Costa Vicentina, e da Costa Sudoeste, no âmbito do programa Rede Natura 2000.
O mercado foi construído no século XX. Em 2005, estavam previstas grandes obras de reabilitação no complexo do mercado, que iria passar a funcionar em dois espaços separados, um destinado ao mercado em si e aos seus equipamentos de apoio, e outro para seis estabelecimentos comerciais. Seria revitalizada igualmente a zona exterior, com a criação de um parque de estacionamento com cerca de 220 lugares, que iria servir não só o mercado como a vila, além de espaços abrigados para autocarros, e o lado nascente do mercado seria instalado um cais para carga e descarga de mercadorias.
No Verão de 2013, o Mercado de Aljezur foi alvo de uma grande cobertura jornalística, por ter sido visitado pelo então primeiro-ministro do Reino Unido, David Cameron, que veio ali fazer compras durante as suas férias. Em Janeiro de 2021,  foi aprovado o Orçamento e as Grandes Opções do Plano para 2021 da Câmara Municipal de Aljezur, que previa a realização de grandes investimentos no concelho, como a renovação do Mercado Municipal.